# Critics' Choice Movie Award de la meilleure réalisation

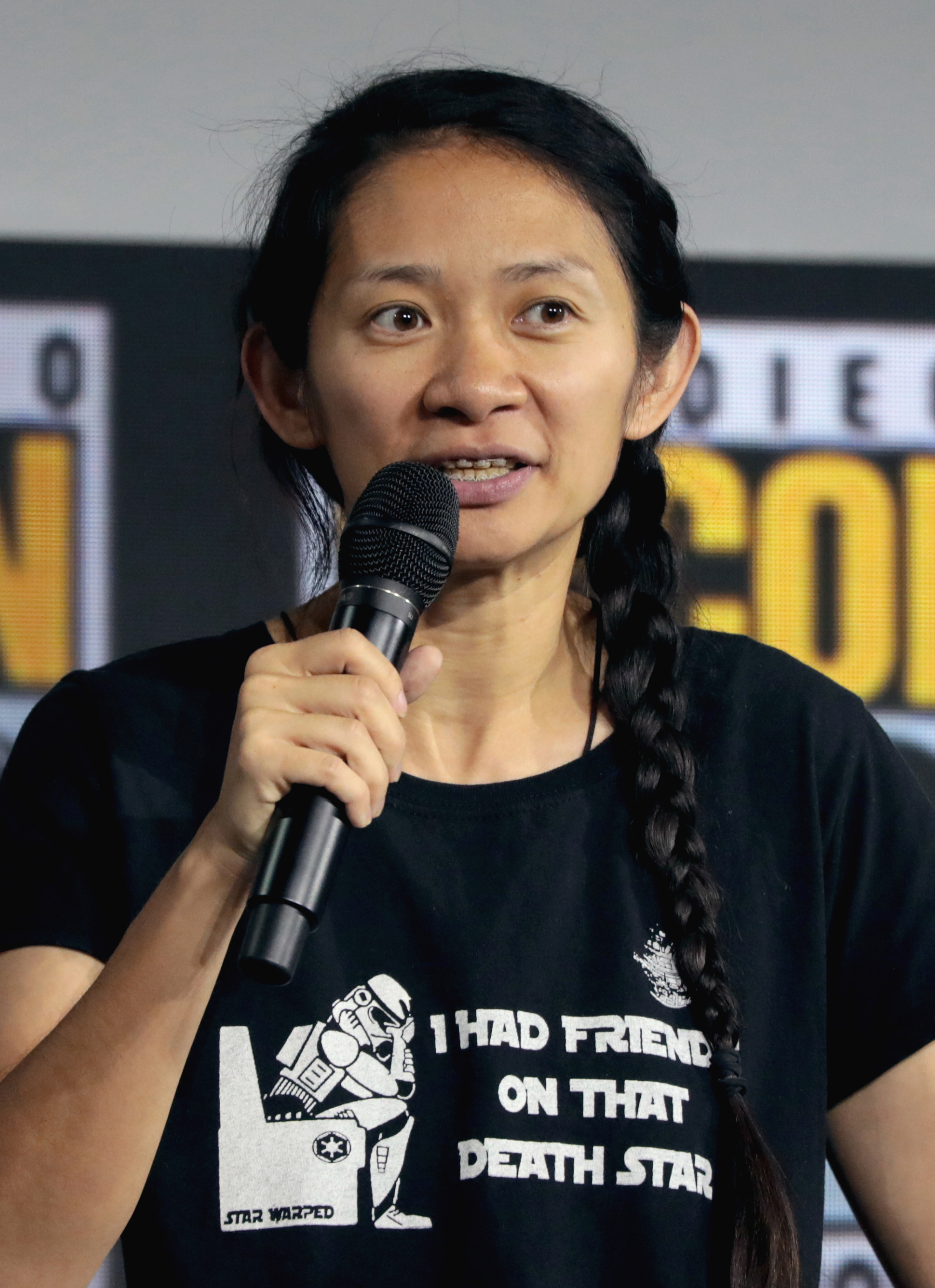
Lauréate 2020 : Chloé Jiao.

Le Critics' Choice Movie Award de la meilleure réalisation (Broadcast Film Critics Association Award for Best Director) est l'une des récompenses décernées aux professionnels de l'industrie du cinéma par le jury de la Broadcast Film Critics Association (BFCA) depuis 1996.

## Palmarès

### Années 1990
- 1996 : Mel Gibson pour Braveheart
- 1997 : Anthony Minghella pour Le Patient anglais (The English Patient)
- 1998 : James Cameron pour Titanic
- 1999 : Steven Spielberg pour Il faut sauver le soldat Ryan (Saving Private Ryan)

### Années 2000
- 2000 : Sam Mendes pour American Beauty

- 2001 : Steven Soderbergh pour Erin Brockovich, seule contre tous (Erin Brockovich) et pour Traffic

- 2002 : (ex æquo)
  - Ron Howard pour Un homme d'exception (A Beautiful Mind)
  - Baz Luhrmann pour Moulin Rouge (Moulin Rouge!)
    - Peter Jackson pour Le Seigneur des anneaux : La Communauté de l'anneau (The Lord of The Rings: The Fellowship of the Ring)

- 2003 : Steven Spielberg pour Arrête-moi si tu peux (Catch Me If You Can)
  - Roman Polanski pour Le Pianiste (The Pianist)
  - Martin Scorsese pour Gangs of New York

- 2004 : Peter Jackson pour Le Seigneur des anneaux : Le Retour du roi (The Lord of the Rings: The Return of the King)
  - Tim Burton pour Big Fish
  - Sofia Coppola pour Lost in Translation
  - Clint Eastwood pour Mystic River
  - Jim Sheridan pour In America

- 2005 : Martin Scorsese pour Aviator (The Aviator)
  - Clint Eastwood pour Million Dollar Baby
  - Marc Forster pour Neverland (Finding Neverland)
  - Taylor Hackford pour Ray
  - Alexander Payne pour Sideways

- 2006 : Ang Lee pour Le Secret de Brokeback Mountain (Brokeback Mountain)
  - George Clooney pour Good Night and Good Luck
  - Paul Haggis pour Collision (Crash)
  - Ron Howard pour De l'ombre à la lumière (Cinderella Man)
  - Peter Jackson pour King Kong
  - Steven Spielberg pour Munich

- 2007 : Martin Scorsese - Les Infiltrés
  - Bill Condon - Dreamgirls
  - Clint Eastwood - Lettres d'Iwo Jima (Letters from Iwo Jima) (硫黄島からの手紙 - Iô-Jima kara no tegami)
  - Stephen Frears - The Queen
  - Paul Greengrass - Vol 93

- 2008 : Joel et Ethan Coen pour No Country for Old Men
  - Tim Burton pour Sweeney Todd : Le Diabolique Barbier de Fleet Street (Before the Devil Knows You're Dead)
  - Sidney Lumet pour 7 h 58 ce samedi-là
  - Sean Penn pour Into the Wild
  - Julian Schnabel pour Le Scaphandre et le Papillon
  - Joe Wright pour Reviens-moi (Atonement)

- 2009 : Danny Boyle pour Slumdog Millionaire 
  - David Fincher pour L'Étrange Histoire de Benjamin Button (The Curious Case of Benjamin Button)
  - Ron Howard pour Frost/Nixon
  - Christopher Nolan pour The Dark Knight : Le Chevalier noir (The Dark Knight)
  - Gus Van Sant pour Harvey Milk (Milk)

### Années 2010
- 2010 : Kathryn Bigelow[1] pour Démineurs (The Hurt Locker)
  - James Cameron pour Avatar
  - Lee Daniels pour Precious (Precious: Based on the Novel "Push" by Sapphire)
  - Clint Eastwood pour Invictus
  - Jason Reitman pour In the Air (Up in the Air)
  - Quentin Tarantino pour Inglourious Basterds

- 2011[2] : David Fincher pour The Social Network
  - Darren Aronofsky pour Black Swan
  - Danny Boyle pour 127 Heures (127 Hours)
  - Joel et Ethan Coen pour True Grit
  - Tom Hooper pour Le Discours d'un roi (The King's Speech)
  - Christopher Nolan pour Inception

- 2012[3] : Michel Hazanavicius pour The Artist
  - Stephen Daldry pour Extrêmement fort et incroyablement près (Extremely Loud and Incredibly Close)
  - Alexander Payne pour The Descendants
  - Martin Scorsese pour Hugo Cabret (Hugo)
  - Steven Spielberg pour Cheval de guerre (War Horse)
  - Nicolas Winding Refn pour Drive

- 2013[4] : Ben Affleck pour Argo
  - Kathryn Bigelow pour Zero Dark Thirty
  - Tom Hooper pour Les Misérables
  - Ang Lee pour L'Odyssée de Pi (Life Of Pi)
  - David O. Russell pour Happiness Therapy (Silver Linings Playbook)
  - Steven Spielberg pour Lincoln

- 2014[5] : Alfonso Cuarón pour Gravity
  - Paul Greengrass pour Capitaine Phillips (Captain Phillips)
  - Spike Jonze pour Her
  - Steve McQueen pour Twelve Years a Slave
  - David O. Russell pour American Bluff (American Hustle)
  - Martin Scorsese pour Le Loup de Wall Street (The Wolf of Wall Street)

- 2015[6] : Richard Linklater pour Boyhood
  - Wes Anderson pour The Grand Budapest Hotel
  - Ava DuVernay pour Selma
  - David Fincher pour Gone Girl
  - Alejandro González Iñárritu pour Birdman
  - Christopher Nolan pour Interstellar
  - Angelina Jolie pour Invincible (Unbroken)

- 2016 : George Miller pour Mad Max: Fury Road
  - Alejandro González Iñárritu pour The Revenant
  - Todd Haynes pour Carol
  - Tom McCarthy pour Spotlight
  - Ridley Scott pour Seul sur Mars (The Martian)
  - Steven Spielberg pour Le Pont des espions (Bridge of Spies)

- 2017 : Damien Chazelle pour La La Land
  - Mel Gibson pour Tu ne tueras point (Hacksaw Ridge)
  - Barry Jenkins pour Moonlight
  - Kenneth Lonergan pour Manchester by the Sea
  - David Mackenzie pour Comancheria (Hell or High Water)
  - Denis Villeneuve pour Premier Contact (Arrival)
  - Denzel Washington pour Fences

- 2018 : Guillermo del Toro pour La Forme de l'eau (The Shape of Water)
  - Greta Gerwig pour Lady Bird
  - Luca Guadagnino pour Call Me by Your Name
  - Martin McDonagh pour Trois Billboards : Les Panneaux de la vengeance (Three Billboards Outside Ebbing, Missouri)
  - Christopher Nolan pour Dunkerque (Dunkirk)
  - Jordan Peele pour Get Out
  - Steven Spielberg pour Pentagon Papers (The Post)

- 2019 : Alfonso Cuarón pour Roma
  - Damien Chazelle pour First Man : Le Premier Homme sur la Lune (First Man)
  - Bradley Cooper pour A Star Is Born
  - Peter Farrelly pour Green Book
  - Yórgos Lánthimos pour La Favorite (The Favourite)
  - Spike Lee pour BlacKkKlansman : J'ai infiltré le Ku Klux Klan (BlacKkKlansman)
  - Adam McKay pour Vice

### Années 2020
- 2020 : (ex æquo)
  - Bong Joon-ho pour Parasite
  - Sam Mendes pour 1917
  - Noah Baumbach pour Marriage Story
  - Greta Gerwig pour Les Filles du docteur March (Little Women)
  - Joshua et Ben Safdie pour Uncut Gems
  - Martin Scorsese pour The Irishman
  - Quentin Tarantino pour Once Upon a Time… in Hollywood

- 2021 : Chloé Zhao pour Nomadland
  - Lee Isaac Chung pour Minari
  - Emerald Fennell pour Promising Young Woman
  - David Fincher pour Mank
  - Regina King pour One Night in Miami
  - Spike Lee pour Da 5 Bloods : Frères de sang (Da 5 Bloods)
  - Aaron Sorkin pour Les Sept de Chicago (The Trial of the Chicago 7)

- 2022 : Jane Campion pour The Power of the Dog
  - Paul Thomas Anderson pour Licorice Pizza
  - Kenneth Branagh pour Belfast
  - Guillermo del Toro pour Nightmare Alley
  - Steven Spielberg pour West Side Story
  - Denis Villeneuve pour Dune

- 2023 : Daniel Kwan et Daniel Scheinert – Everything Everywhere All at Once
  - James Cameron – Avatar: The Way of Water
  - Damien Chazelle – Babylon
  - Todd Field – Tár
  - Baz Luhrmann – Elvis
  - Martin McDonagh – Les Banshees d'Inisherin
  - Sarah Polley – Women Talking
  - Gina Prince-Bythewood – The Woman King
  - S. S. Rajamouli – RRR
  - Steven Spielberg – The Fabelmans

- 2024 : Christopher Nolan – Oppenheimer
  - Bradley Cooper – Maestro
  - Greta Gerwig – Barbie
  - Yorgos Lanthimos – Pauvres Créatures (Poor Things)
  - Alexander Payne – Winter Break (The Holdovers)
  - Martin Scorsese – Killers of the Flower Moon

- 2025 : Jon M. Chu pour Wicked
  - Jacques Audiard pour Emilia Pérez
  - Sean Baker pour Anora
  - Edward Berger pour Conclave
  - Brady Corbet pour The Brutalist
  - Coralie Fargeat pour The Substance
  - RaMell Ross pour Nickel Boys
  - Denis Villeneuve pour Dune, deuxième partie (Dune: Part Two)

## Statistiques

### Nominations multiples
8 : Steven Spielberg
6 : Martin Scorsese
4 : Clint Eastwood, David Fincher
3 : Ron Howard, Christopher Nolan
2 : Kathryn Bigelow, Danny Boyle, Tim Burton, James Cameron, Damien Chazelle, Joel et Ethan Coen, Alfonso Cuarón, Guillermo del Toro, Greta Gerwig, Mel Gibson, Alejandro González Iñarritu, Paul Greengrass, Tom Hooper, Peter Jackson, Ang Lee, David O. Russell, Alexander Payne, Quentin Tarantino

### Récompenses multiples
2 : Alfonso Cuarón, Sam Mendes, Martin Scorsese, Steven Spielberg